# Фокстрот (газоконденсатне родовище)
Фокстрот — офшорне газоконденсатне родовище біля узбережжя Кот д'Івуар. Станом на середину 2010-х років є найбільшим газовим родовищем країни.

## Характеристика
Відкрите у 1981 році в районі з глибиною 79 метрів внаслідок буріння свердловини BX-1X. В 1990-му розміри родовища підтвердила оціночна свердловина Foxtrot-1. Вуглеводні виявлено у відкладеннях альбу. Колектори — пісковики.
Розробку родовища веде компанія Foxtrot Petroleum, що виступає оператором блоку CI-27 (до нього відносяться також виявлені на початку 21 століття родовища Максі, Марлін та Манта). Видобуток на Фокстрот стартував у 1999 році за допомогою встановленої тут платформи. Він неї підготований газ спрямовується підводним трубопроводом на суходол до розташованих в районі міста Абіджан теплових електростанцій (Ciprel, Вріді та Азіто).
В 2005 році на платформу Фокстрот почала надходити для підготовки продукція з розташованого у 5 милях родовища Максі.
Запаси Фокстрот оцінюються у 42 млрд.м3 газу.